# We Wait and We Wonder
We Wait and We Wonder è un singolo del cantante britannico Phil Collins, pubblicato nel 1994 ed estratto dall'album  Both Sides.

## Il brano
Il brano è incentrato sull'alto livello di terrorismo sviluppatosi all'interno della Gran Bretagna nei primi anni novanta. Nel testo Collins canta dalla prospettiva di qualcuno che vive in tali circostanze.

## Tracce
- 7"

1. We Wait and We Wonder
2. Hero (demo)

- CD maxi

1. We Wait And We Wonder (edit)
2. For a Friend
3. Take Me with You
4. Hero (demo)
5. Can't Turn Back the Years